# Eric John Underwood
Eric John Underwood (Harlington, 7 de setembro de 1905 – Perth, 19 de agosto de 1980) foi um cientista australiano pioneiro na pesquisa nutricional de ovelhas, e produção de lã.

## Pesquisa
Em junho de 1936, Underwood teve uma bolsa de estudos de dois anos financiada pela Commonwealth na Universidade de Wisconsin-Madison. Quando voltou para a Austrália Ocidental, foi convidado a trabalhar no Instituto de Agricultura da Universidade da Austrália Ocidental.
Em seu retorno à Austrália Ocidental, Underwood voltou ao Departamento de Agricultura. Em 1933 foi nomeado Oficial de Nutrição Animal. Um dos primeiros estudos que realizou foi sobre a doença debilitante da Dinamarca em ovinos, pois havia especulações de que a doença era causada por deficiência de ferro. Ao mesmo tempo que Hedley Marston pesquisava a doença no Sul da Austrália e, em janeiro de 1935, Marston publicou suas descobertas concluindo que a causa era uma deficiência no oligoelemento cobalto. Underwood publicou suas descobertas em março de 1935 com conclusões semelhantes. Anos mais tarde, as descobertas foram confirmadas com vitamina B12 contendo cobalto mostrado como a chave para a doença e o fator na hematopoiese. Hoje em dia, as ovelhas recebem suplementos de B12 nas áreas de pastagens pobres da faixa costeira do sul para controlar as deficiências de cobalto e selênio.
O próximo projeto de pesquisa de Underwood foi o início de uma associação de 30 anos com a Avondale Agricultural Research Station, este estudo foi sobre o efeito do enxofre no crescimento da lã. Seguiram-se investigações com botulismo em ovinos, cujos resultados foram publicados no Journal of Agriculture. Durante a década de 1940, ele estudou o valor nutricional do feno e das pastagens para ovelhas. Os resultados em andamento desses Estudos na produção de feno de cereais na Austrália Ocidental foram publicados no Journal of Agriculture.